# Papa Grigore al XIV-lea
Papa Grigore al XIV-lea (n. 11 februarie 1535, Somma Lombardo, Lombardia, Italia – d. 16 octombrie 1591, Roma, Statele Papale) a fost un papă al Romei.